# Мелитопольский курган

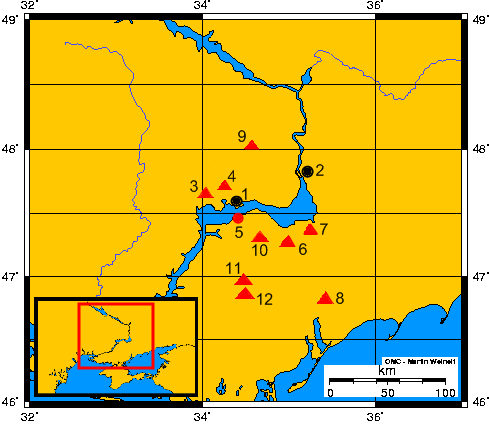
Столица скифов Каменское городище и т. н. скифские «царские» могилы в нижнем течении Днепра
1) Никополь (современный город)
2) Запорожье (современный город)
3) Толстая Могила
4) Чертомлык
5) Каменское городище
6) Солоха
7) Гайманова могила
8) Мелитопольский курган
9) Олександропильский курган
10) Великая Цимбалка
11) Козел
12) Огуз

Мелито́польский курга́н — скифское захоронение 4 в. до н. э. в северо-западной части города Мелитополя Запорожской области. Раскопки кургана были проведены в 1954 году и обнаружили многочисленные артефакты, в том числе свыше 4000 золотых украшений.

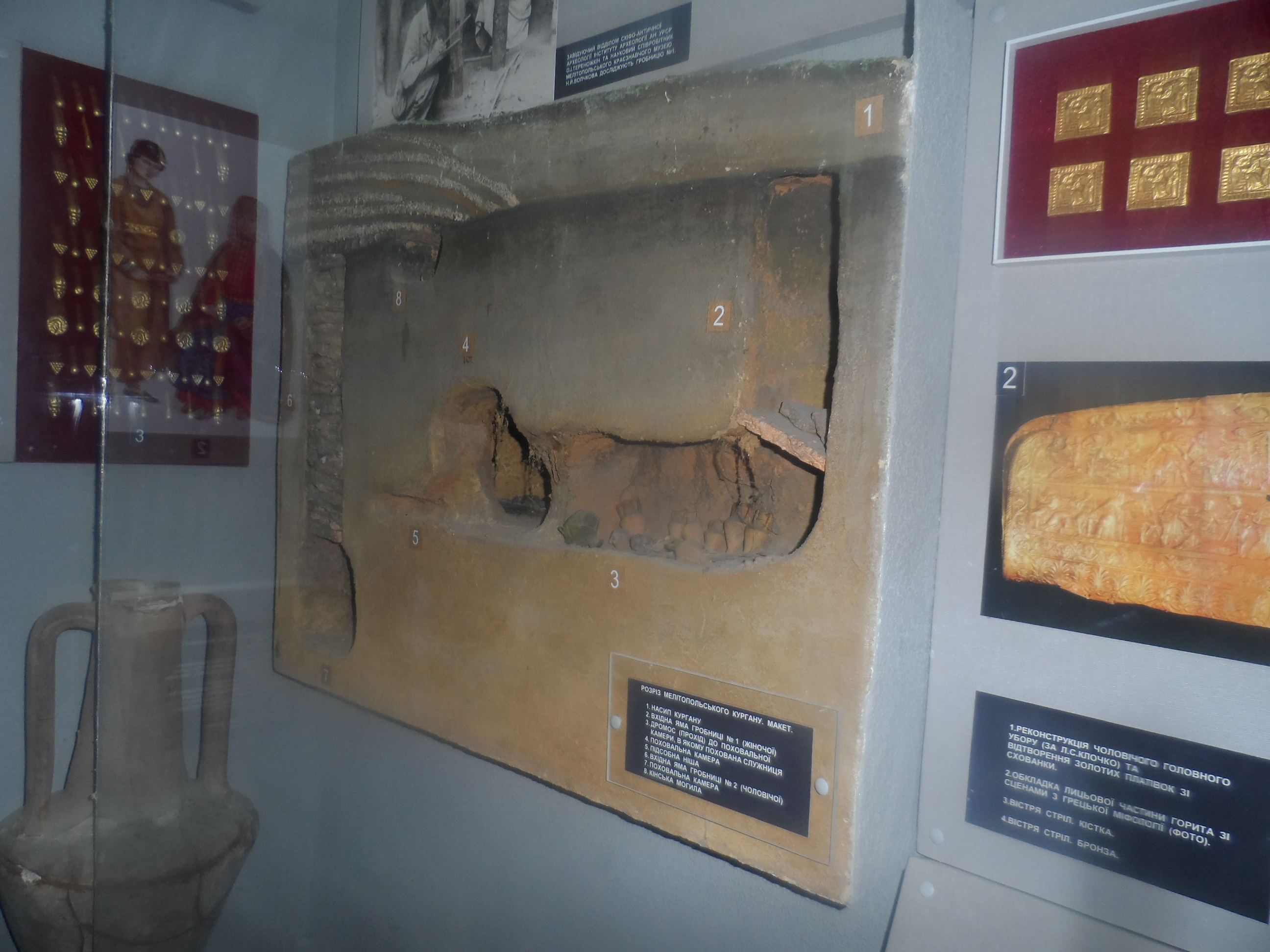

## Расположение
Курган расположен в пределах города Мелитополя, к западу от вокзала, в районе Юровка, во дворе домов № 43 и 45 по улице Скифской (бывш. Первомайская). В географическом плане здесь находится водораздел между верховьями Кизиярской и Песчанской балок, идущих параллельно друг другу с севера на юг, а перед впадением в долину Молочной реки поворачивающих на восток.
По рассказам местных жителей еще в 1930-е на этом месте находился курганный могильник, который насчитывал не менее восьми крупных насыпей, уничтоженных в дальнейшем застройкой Юровки. К 1954 году кроме основного кургана сохранилась лишь одна насыпь высотой около 1 метра
.

## История исследования
Весной 1954 года владелец дома № 45 по Первомайской улице копал колодец и на глубине 0,7-0,8 м ниже уровня поверхности неожиданно попал в подземелье с куполообразным сводом, сильно заваленное землёй.
Не представляя объема предстоящих работ, сотрудники Мелитопольского краеведческого музея решили исследовать подземелье, для чего расширили провал до 3,7 Х 2,75 метра. Наткнувшись на обильные золотые находки, директор музея обратился в Академию наук СССР.
В том же году курган исследовался экспедицией Института археологии АНУ под руководством А. И. Тереножкина. Эти исследования стали первыми после большого перерыва в раскопках курганов скифской социальной верхушки.

## Описание кургана и находок

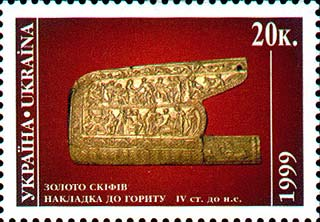
Изображение золотой обкладки горита из Мелитопольского кургана на почтовой марке Украины.

На начало раскопок от насыпи сохранился только остов центральной части размерами 16 на 8 и высотой 3 метра, а также северо-западная пола, занятая частными огородами. Значительная часть насыпи была сорвана до уровня одного метра, а северная была уничтожена полностью. Восточная и западная полы до этого момента находились под домами.
Насыпь кургана до раскопок была высотой около 6 метров, она была составлена из вальков, между которыми находилась морская трава-камка (три слоя). В кургане находились две усыпальницы. В одной из них, в которой находилось захоронение знатной скифянки и рабыни, сохранилось около 4000 золотых украшений (налобный венок, подвески, сережки, кольца, бусинки, пуговицы) и остатки погребальной колесницы. Вторая принадлежала скифу-воину. В тайнике усыпальницы, устроенном в полу центральной гробницы найдены горит с золотой обкладкой со сценами из жизни Ахилла, 50 золотых блях, боевой пояс. У второй катакомбы было найдено захоронение пары коней.
В настоящее время коллекция артефактов из Мелитопольского кургана хранится в Музее исторических драгоценностей Украины. Также часть украшений, найденных в кургане, вошла в экспозицию Мелитопольского краеведческого музея.